# People in Motion
Pour plus de détails, voir Fiche technique et Distribution.
People in Motion est un film d'animation allemand de court métrage réalisé par Christoph et Wolfgang Lauenstein et sorti en 2021.

## Fiche technique
- Titre original : People in Motion
- Réalisation : Christoph et Wolfgang Lauenstein
- Scénario : Christoph Lauenstein
- Décors : Wolfgang Lauenstein
- Animation : Wolfgang Lauenstein
- Musique : Ernst Voester
- Son : Ulf et Thilo Krüger
- Producteur : Christoph Lauenstein
- Société de production : Lauenstein & Lauenstein Filmproduktion
- Société de distribution :
- Pays d'origine :  Allemagne
- Langue originale : anglais
- Format : couleur
- Genre : animation
- Durée : 8 minutes
- Dates de sortie :
  - France : 14 juin 2021 (Annecy)

## Distribution
- O.J. Lynch

## Distinctions
- 2021 : Prix du jury junior pour un court métrage au festival international du film d'animation d'Annecy